# Kayky
Kayky da Silva Chagas (* 11. června 2003 Rio de Janeiro), známý jako Kayky, je brazilský profesionální fotbalista, který hraje na pozici křídelníka v portugalském klubu FC Paços de Ferreira, kde je na hostování z anglického klubu Manchester City FC.

## Klubová kariéra

### Fluminense
Kayky, narozený v Rio de Janeiru, svoji mládežnickou kariéru započal v místním týmu Mangueira. Ve svém prvním zápase vstřelil hattrick při výhře 5:3 nad Fluminense, které mu ihned po zápase nabídlo přesun. Zpočátku se připojil do jejich futsalovému týmu do 9 let. Později přešel k fotbalu a byl důležitou součástí týmu do 17 let, který v roce 2020 vyhrál dorosteneckou ligu.
Kayky, který byl povýšen do A-týmu pro sezónu 2021, debutoval 4. března téhož roku, když nastoupil jako náhradník za Miguela Silveiru při prohře 1:2 proti Resende ve státní lize. 6. dubna vstřelil svůj první profesionální gól, a to když otevřel skóre zápasu proti Macaé. Dne 11. dubna 2021, Kayky skóroval po individuální akci v domácím utkání proti Nova Iguaçu.
6. května se stal nejmladším hráčem klubu, který skóroval v zápase Poháru osvoboditelů, a to ve věku 17 let při remíze 1:1 s Atléticem Junior.

### Manchester City
Dne 23. dubna 2021 byl oficiálně oznámen přestup Kaykyho a jeho klubového spoluhráče Metinha do Manchesteru City za celkový poplatek za přestupy okolo 15 milionů euro. Byla uzavřena předběžná smlouva, díky které přestup proběhne v lednu 2022.

## Statistiky
K 19. květnu 2021
| Klub       | Sezóna | Liga    | Liga   | Liga | Státní liga | Státní liga | Pohár  | Pohár | Kontinentální poháry | Kontinentální poháry | Ostatní | Ostatní | Celkem | Celkem |
| Klub       | Sezóna | Liga    | Zápasy | Góly | Zápasy      | Góly        | Zápasy | Góly  | Zápasy               | Góly                 | Zápasy  | Góly    | Zápasy | Góly   |
| ---------- | ------ | ------- | ------ | ---- | ----------- | ----------- | ------ | ----- | -------------------- | -------------------- | ------- | ------- | ------ | ------ |
| Fluminense | 2021   | Série A | 0      | 0    | 8           | 2           | 0      | 0     | 5                    | 1                    | —       | —       | 13     | 3      |
| Celkem     | Celkem | Celkem  | 0      | 0    | 8           | 2           | 0      | 0     | 5                    | 1                    | 0       | 0       | 13     | 3      |